# Yttrium-Barium-Kupferoxid
Yttrium-Barium-Kupferoxid, abgekürzt als YBCO oder YBaCuO bezeichnet, ist eine im Jahr 1987 entdeckte Gruppe von Supraleitern, die aus den chemischen Elementen Yttrium, Barium, Kupfer und Sauerstoff bestehen. Mit einer Sprungtemperatur von 92 K (−181,15 °C)  gehören sie zur Gruppe der Hochtemperatursupraleiter.

## Die Entwicklung der Hochtemperatursupraleiter
Hochtemperatursupraleitung (HTSL) wurde 1986 durch die Entdeckung supraleitfähiger Oxocuprate im System La–Ba–Cu–O von  Johannes Georg Bednorz und Karl Alexander Müller eingeläutet. Untersuchungen an Jahn-Teller-verzerrten Metalloxiden zeigten, dass Oxocuprate im Vergleich zu den bisher bekannten Supraleitern deutlich höhere Übergangstemperaturen haben.
Dieser Befund löste eine Forschungswelle aus, die mit der Entdeckung von YBa2Cu3O7–𝑥 (auch als Y123, 123-Oxid, YBCO oder YBaCuO bezeichnet) einen vorläufigen Höhepunkt erreichte. YBa2Cu3O7–𝑥 war die erste Verbindung, für die mit Tc = 92 K eine Sprungtemperatur oberhalb des Siedepunktes von flüssigem Stickstoff (77 K) nachgewiesen wurde. In den folgenden Jahren wurden zahlreiche weitere Oxocuprate mit größerer struktureller und chemischer Komplexität entdeckt. Das Erstaunliche an diesen Verbindungen und der Hochtemperatursupraleitung ist, dass zum einen nach der BCS-Theorie eine Sprungtemperatur von über 40 Kelvin nicht zu erklären ist (da bei diesen Temperaturen die thermische Energie der Gitterschwingungen die Bildung von Cooper-Paaren eigentlich verhindern würde) und zum anderen, dass es sich bei dem gefundenen Material nicht um einen metallischen Leiter, sondern um eine Keramik handelt.
Das wohl am genauesten charakterisierte und intensivsten untersuchte Oxocuprat ist YBa2Cu3O7–𝑥. Die Struktur von YBa2Cu3O7 kann als eine Defektvariante vom Perowskit-Typ (AMO3) aufgefasst werden, in der 2/9 der Sauerstoffpositionen unbesetzt bleiben.
Supraleitfähig ist nur die orthorhombische Modifikation mit 𝑥 < 0,6.

## Herstellung
Verbindungen des Typs YBa2Cu3O7–x können in speziellen Ofenprozessen bei bis zu 900 °C entweder aus Yttriumnitrat, Bariumnitrat, Kupfernitrat, Oxalsäure und Harnstoff oder aus Yttriumoxid, Bariumcarbonat und Kupfer(II)-oxid hergestellt werden.